# Płociczno Wąskotorowe
Płociczno Wąskotorowe – dworzec, główna stacja Wigierskiej Kolei Wąskotorowej.

## Rozkład 2014
Maj: codziennie odjazdy 13.00
Czerwiec: codziennie odjazdy: 10.00, 13.00
Wrzesień: codziennie odjazdy: 13.00